# 瞳の中の迷宮
「瞳の中の迷宮」（ひとみのなかのめいきゅう）は、嘉陽愛子のデビューシングル。

## 収録曲
1. 瞳の中の迷宮
  - 作詞 - Kenn Kato / 作曲 - 渡部チェル / 編曲 - ats-
  - テレビアニメ『ヤミと帽子と本の旅人』オープニングテーマ
2. solitude
3. 瞳の中の迷宮（Instrumental）
4. solitude（Instrumental）

## カバー
- HIMEKAのアルバム『ラブ アニソン 〜歌ってみた〜』に収録（2010年3月3日）